# رداسم
رداسم (به انگلیسی: RadASM) یک محیط یکپارچه توسعه نرم‌افزار است که برای برنامه‌نویسی به زبان اسمبلی در مایکروسافت ویندوز طراحی شده‌است. رداسم سیستم انعطاف‌پذیری از فایل‌های پیکربندی (به انگلیسی: configuration files) دارد و می‌تواند برای توسعهٔ نرم‌افزارها با زبان‌های برنامه‌نویسی سطح بالا یا ایجاد پرونده با زبان‌های نشانه‌گذاری استفاده شود.
رداسم توسط کتیل اولسن (به انگلیسی: Ketil Olsen) خلق شده‌است.

## ویژگی‌ها
- برجسته‌سازی متن (به انگلیسی: Syntax highlighting)، تکمیل و پیشنهاد کد
- داری فایل‌های راهنما
- قابلیت ایجاد پروژه پروژه (با فرمت .rap)
- ویرایش‌گر دیداری کد منبع (به انگلیسی: Resource editor)
- گزینه‌های قابل تغییر برای ساخت و نهایی‌سازی پروژه (با پشتیبانی از نرم‌افزار میک)
- پنجره‌ای برای نمایش خروجی
- قابلیت اشکال‌زدایی (Debugging)
- قابلیت شخصی‌سازی محیط نرم‌افزار
- ماکروها و الگوهای از پیش آماده، پشتیبانی از اسنیپت (به انگلیسی: snippet) و پیوندهای متنی
- پشتیبانی از افزایه‌ها (Plug-in)
- مثال‌های آماده
- قابل گسترش برای پشتیبانی از زبان‌های دیگر

## اسمبلرهای سازگار
رداسم تقریباً از همهٔ اسمبلرهای موجود پشتیبانی می‌کند که از جمله مهمترین آن‌ها می‌توان به موارد زیر اشاره کرد:
- MASM
- FASM
- NASM
- TASM
- GoAsm
- High Level Assembly

در حال آزمایش:
- اینتل ام‌سی‌اس-۵۱ (MCS-51)
- ریزکنترل‌گر ای‌وی‌آر (AVR)